# Matrice d'Edmonds
En théorie des graphes, la matrice d'Edmonds {\displaystyle A} d'un graphe biparti équilibré {\displaystyle G=(U,V,E)}, c'est-à-dire tel que {\displaystyle \left\vert U\right\vert =\left\vert V\right\vert } (où {\displaystyle U=\{u_{1},\dots ,u_{n}\}} et {\displaystyle V=\{v_{1},\dots ,v_{n}\}} sont les deux ensembles disjoints de ses sommets), est définie par :
{\displaystyle A_{ij}={\begin{cases}x_{ij},&(u_{i},v_{j})\in E\\0,&(u_{i},v_{j})\notin E\end{cases}}}où {\displaystyle x_{ij}} sont les indéterminées. Une application de la matrice d'Edmonds d'un graphe biparti est que le graphe admet un couplage parfait si et seulement si le polynôme {\displaystyle \det {(A_{ij})}} en les {\displaystyle x_{ij}} est non-identiquement nul. De plus, le nombre de couplage parfaits est égal au nombre de monômes dans le polynôme {\displaystyle \det {(A)}} et est aussi égal au permanent de {\displaystyle A}. Enfin, le rang de {\displaystyle A} est égal au nombre de couplages maximaux de {\displaystyle G}.
Le nom matrice d'Edmonds provient du mathématicien Jack Edmonds. Sa généralisation aux graphes non-bipartis est la matrice de Tutte.